# Генешть (комуна, Муреш)
Генешть, Генешті (рум. Gănești) — комуна у повіті Муреш в Румунії. До складу комуни входять такі села (дані про населення за 2002 рік):
- Генешть (3523 особи) — адміністративний центр комуни
- Пеучишоара (235 осіб)
- Сеука
- Суб-Педуре (78 осіб)

Комуна розташована на відстані 250 км на північний захід від Бухареста, 28 км на південний захід від Тиргу-Муреша, 76 км на південний схід від Клуж-Напоки, 122 км на північний захід від Брашова.

## Населення
За даними перепису населення 2002 року у комуні проживали 3836 осіб.
Національний склад населення комуни:
| Національність | Кількість осіб | Відсоток |
| -------------- | -------------- | -------- |
| угорці         | 2565           | 66,9%    |
| румуни         | 974            | 25,4%    |
| цигани         | 293            | 7,6%     |
| німці          | 4              | 0,1%     |

Рідною мовою назвали:
| Мова      | Кількість осіб | Відсоток |
| --------- | -------------- | -------- |
| угорська  | 2668           | 69,6%    |
| румунська | 1051           | 27,4%    |
| циганська | 114            | 3,0%     |
| німецька  | 3              | 0,1%     |

Склад населення комуни за віросповіданням:
| Релігія                                       | Кількість осіб | Відсоток |
| --------------------------------------------- | -------------- | -------- |
| реформати                                     | 2200           | 57,4%    |
| православні                                   | 993            | 25,9%    |
| римо-католики                                 | 275            | 7,2%     |
| п'ятдесятники                                 | 150            | 3,9%     |
| унітарії                                      | 115            | 3,0%     |
| бретрени                                      | 33             | 0,9%     |
| греко-католики                                | 8              | 0,2%     |
| не релігійні                                  | 8              | 0,2%     |
| баптисти                                      | 7              | 0,2%     |
| адвентисти                                    | 4              | 0,1%     |
| лютерани (Синодально-пресвітеріанська церква) | 4              | 0,1%     |
| лютерани                                      | 1              | < 0,1%   |

## Зовнішні посилання
- Дані про комуну Генешть на сайті Ghidul Primăriilor